# IBA (azienda)
Israel Broadcasting Authority, nota anche con l'acronimo IBA (in ebraico רשות השידור‎?, trasl.: Rashùt Ha-Shidúr), è stato l'ente radiotelevisivo pubblico dello stato di Israele. Trasmetteva dalla capitale Gerusalemme in ebraico e in arabo.

## Storia

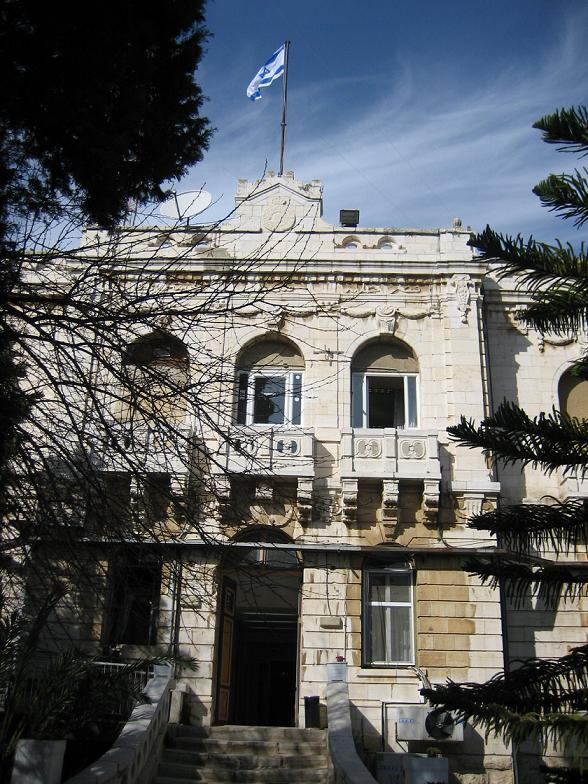
Kol Yisrael edificio in Heleni Hamalka Street, Gerusalemme.

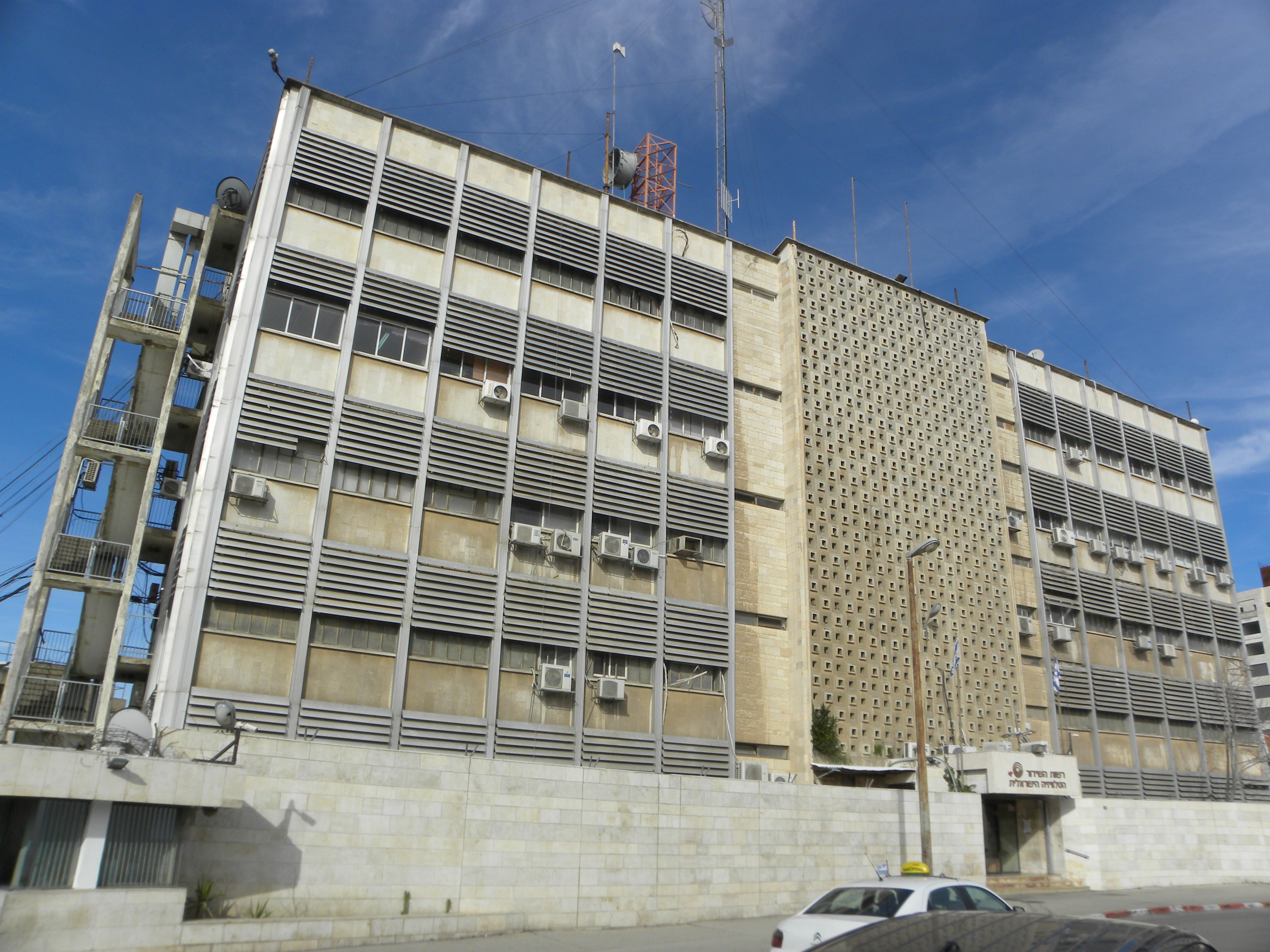
Sede di IBA a Romema, Gerusalemme, gennaio 2016.

Israel Broadcasting Authority era un'evoluzione della stazione radiofonica Kol Yisrael, che aveva trasmesso per la prima volta come stazione indipendente il 14 marzo 1948. Il nome dell'organizzazione che gestiva Kol Yisrael fu cambiato in "Israel Broadcasting Service" nel 1951. La legge che creò Israel Broadcasting Authority fu approvata dalla Knesset il 6 giugno 1965. Le trasmissioni televisive iniziarono il 2 maggio 1968 e passarono al colore il 23 febbraio 1983, benché occasionalmente, per eventi come l'Eurovision Song Contest 1979 e la visita del Presidente egiziano Anwar Sadat nel 1977, fossero state effettuate già in precedenza (il debutto all'Eurovision Song Contest risale al 1973; di quest'ultimo organizzò le edizioni del 1979 e del 1999, mentre l'edizione del 2019 fu organizzata dalla nuova IPBC).
Nel 1990 il Parlamento israeliano approvò una legge che portò alla creazione della Second Israeli Broadcasting Authority, la cui funzione era di consentire e regolamentare la televisione commerciale e le trasmissioni radiofoniche private in Israele. Prima della fondazione della Second Broadcasting Authority e della conseguente disponibilità in Israele della televisione via cavo e dei servizi pay TV via satellite (che producevano programmi diretti al mercato locale) all'inizio degli anni novanta (cavo) e nel 2001 (satellite DTH), IBA aveva goduto di un monopolio della televisione, della radio e della produzione nel Paese. C'erano state alcune eccezioni, come le trasmissioni mattutine e pomeridiane prodotte da Israel Educational Television e proposte attraverso il canale televisivo di IBA, il popolare servizio Israel Defense Forces Radio, e una stazione radio privata, Voice of Peace, che aveva trasmesso offshore, ovvero fuori dalle acque territoriali israeliane.
La maggior parte della programmazione nazionale di Israel Broadcasting Authority era sovvenzionata fino alla fine del 2015 dal canone televisivo versato dai possessori di apparecchi televisivi. Il canone era la prima fonte di entrate per i servizi televisivi di IBA, ma le sue stazioni radio trasmettevano anche pubblicità e i suoi canali televisivi a volte erano sponsorizzati da prodotti commerciali per garantire entrate supplementari. Inoltre, tutti i proprietari di auto in Israele pagavano un contributo alla radio tramite la tassa di proprietà dell'auto (bollo). Le trasmissioni di IBA dovevano attenersi ad un codice etico stabilito dal Nakdi Report.
IBA (IBS a quel tempo) fu ammessa come membro attivo nella European Broadcasting Union nel 1957. La decisione dell'Assemblea Generale di EBU ebbe come effetto immediato la fuoriuscita di due enti radiotelevisivi fondatori, quello egiziano e quello siriano.
IBA gestiva due canali televisivi e otto stazioni radio; offriva programmi di informazione in 14 lingue straniere, diretti sia al pubblico in Israele che a quello all'estero, anche attraverso notiziari disponibili su internet e attraverso altri canali che li ripetevano. IBA cessò di usare le onde corte per le sue trasmissioni radio all'estero a metà degli anni duemila.
Nel 2014 il gabinetto israeliano approvò delle riforme che avrebbero fatto chiudere IBA, venendo rimpiazzata da un nuovo ente pubblico. La nuova azienda avrebbe gestito tre canali televisivi distinti: uno in ebraico, uno in arabo e uno dedicato ai bambini. Come parte delle riforme, il canone televisivo sarebbe stato abolito entro marzo 2015.
IBA avrebbe dovuto essere rimpiazzata da Israeli Public Broadcasting Corporation (IPBC) il 1º ottobre 2016, ma la riforma non stava avanzando come da programma e la transizione fu posticipata al 15 maggio 2017 e poi al 2018.
Dovevano essere create otto nuove stazioni radio nazionali al posto dell'esistente network radio Kol.
Il modello proposto per IPBC era stato criticato dalla European Broadcasting Union (EBU), che si era opposta al fare dipendere le finanze di IPBC direttamente dalle decisioni dei politici e alla prevista assenza di notiziari, requisito previsto dal regolamento di EBU per poterne essere un membro attivo.
Due ore prima della messa in onda di Mabat LaHadashot (Uno sguardo alle notizie), il 9 maggio 2017, i dipendenti furono improvvisamente informati che sarebbe stato l'ultimo programma. Il giorno seguente su Channel 1 andò in onda una programmazione parziale, senza programmi d'informazione, mentre Channel 33 fu chiusa totalmente, lasciando solamente un cartello sullo schermo che comunicava in arabo la chiusura. Tutte le stazioni radio di IBA continuarono a trasmettere notiziari ogni ora e la programmazione musicale fino al 15 maggio.
L'ultimo programma andato in onda su Channel 1 fu l'Eurovision Song Contest 2017 da Kiev, dove Israele era un finalista; era rimasto un personale minimo di venti persone per garantire una trasmissione senza problemi tecnici della seconda semifinale l'11 maggio, con la finalissima il 13 maggio; fu trasmesso su Channel 1 senza commento e sottotitoli per le votazioni, in contemporanea alla stazione radio di IBA 88FM, con il commento in diretta di Kobi Menora, Dori Ben Ze’ev e Alon Amir.
L'ultimo programma radiofonico fu Progressive and Other Animals, presentato da Boaz Cohen.
Le trasmissioni della neocostituita Israeli Public Broadcasting Corporation, nota come KAN, iniziarono il 15 maggio 2017, ma nonostante ciò, buona parte degli impiegati dell'IBA fu licenziata.

## Servizi

### Televisione

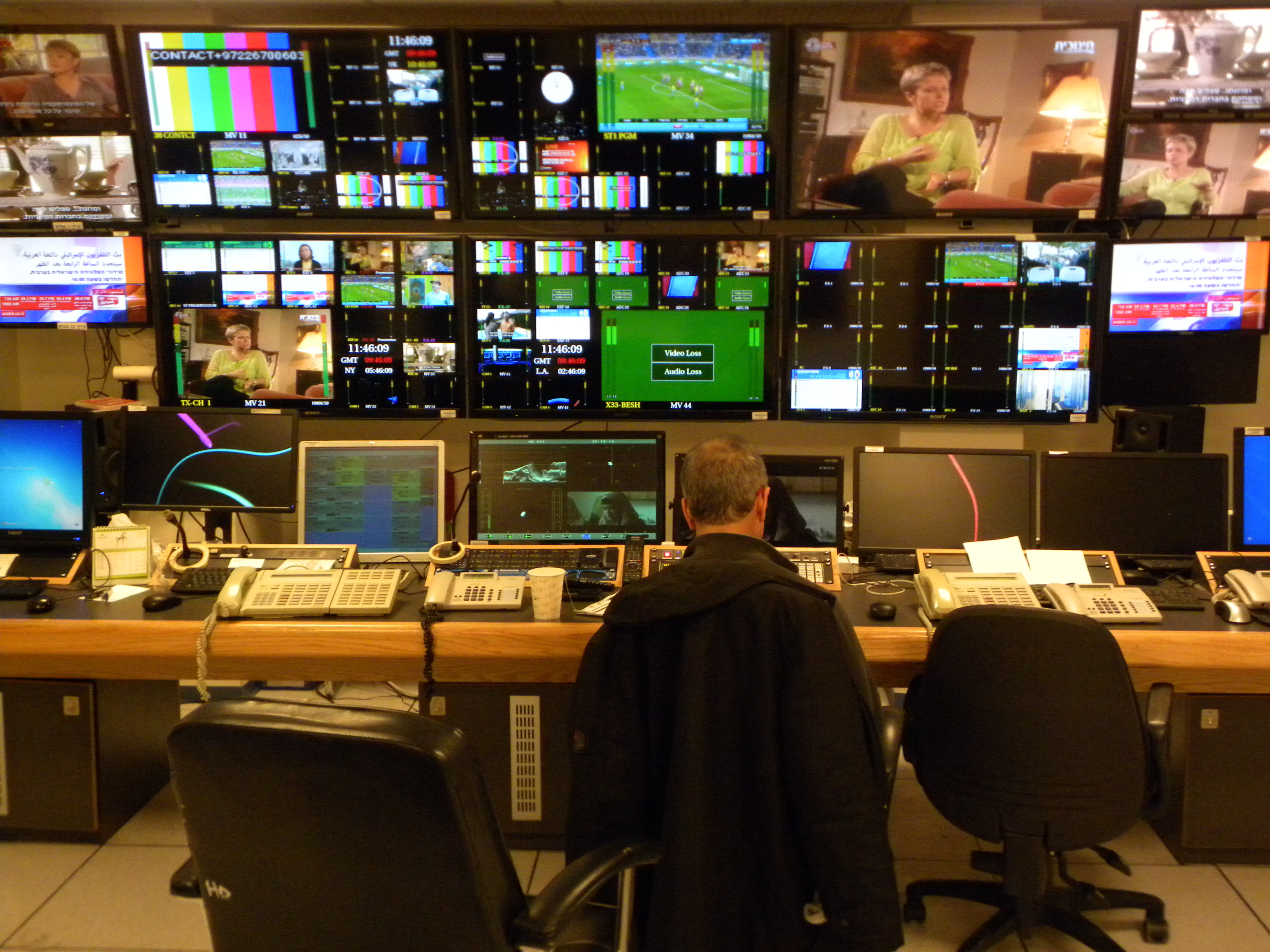
Cabina di regia di Channel 1 di IBA

| Nome                                | Sede        | Тipo | Lancio | Lingua  |
| ----------------------------------- | ----------- | --- | ------ | ------- |
| Channel 1 (Haarutz Ha-Rishon)       | Gerusalemme | Canale principale di IBA. Fino all'inizio degli anni novanta non esistevano altri canali nella televisione israeliana ed era chiamato "Ha-Televizia Ha-israelit" ("La televisione israeliana"). Parte del palinsesto infrasettimanale era composto da trasmissioni di Israeli Educational TV | 1968   | ebraico |
| Channel 1 HD (Haarutz Ha-Rishon HD) | Gerusalemme | Canale principale di IBA in HD. Inizialmente disponibile solo su Hot, l'unico servizio pay TV via cavo in Israele, e YES, l'unico servizio pay TV via satellite in Israele |        | ebraico |
| Channel 33                          | Gerusalemme | Notizie e attualità durante il giorno, programmi in arabo di sera |        | arabo   |

### Radio

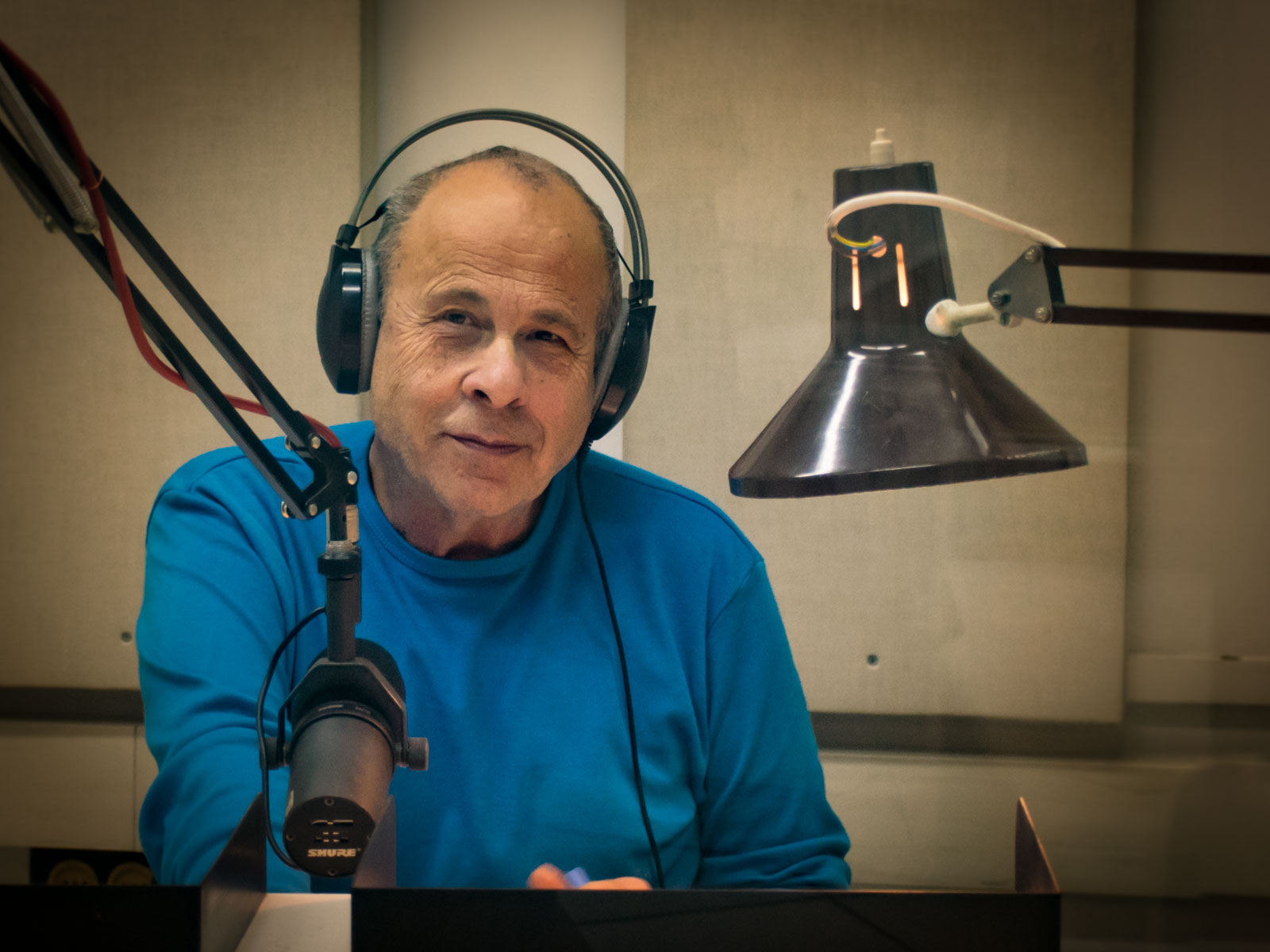
Kobi Barkai legge le notizie del notiziario orario negli studi di Kol Israel

| Nome                                                     | Sede        | Тipo | Lancio | Lingua  |
| -------------------------------------------------------- | ----------- | --- | ------ | ------- |
| Reshet Aleph ("Network A")                               | Gerusalemme | arte e cultura |        | ebraico |
| Reshet Bet ("Network B")                                 | Gerusalemme | notizie, attualità, conversazione |        | ebraico |
| Reshet Gimmel ("Network C")                              | Gerusalemme | musica israeliana |        | ebraico |
| Reshet Dalet ("Network D")                               | Gerusalemme | conversazione, musica araba |        | arabo   |
| Israel Radio International (Reka) o Reshet Klitat 'Aliya | Gerusalemme | radio per immigrati in Israele recenti, trasmetteva in 13 lingue (soprattutto russo). Questo servizio era precedentemente noto come "Kol Zion La-Golah" ("Voce di Israele all'estero") e "Reshet Heh" ("Network E") |        | ebraico |
| 88FM                                                     | Gerusalemme | musica adult contemporary, jazz, classic rock, alternative, progressive rock e world music. Usava la frequenza 88 FM, che precedentemente era di Kol Haderech Le'assakim ("Voce della strada per gli affari")       | 1995   | ebraico |
| Kol Ha-Musika ("La voce della musica")                   | Gerusalemme | musica classica |        | ebraico |
| Moreshet                                                 | Gerusalemme | tradizione e cultura |        | ebraico |